# Arno Voigt
Arno Voigt (* 18. Juni 1895 in Großbreitenbach; † 9. Februar 1986 in Ilmenau) war ein deutscher kommunistischer Parteifunktionär und Politiker.

## Leben
Voigt entstammte einer Handwerkerfamilie. Sein Vater war Nagelschmied. Nach dem Besuch der Volksschule erlernte er den Beruf des Glasmachers. Mit 15 Jahren wurde er Mitglied in der Sozialistischen Arbeiterjugend (SAJ). Ein Jahr nach Beginn des Ersten Weltkrieges wurde er als Heeressoldat eingezogen. Nach Kriegsende trat er in die Unabhängige Sozialdemokratische Partei Deutschlands (USPD) ein. Nach deren Auflösung entschied er sich für die Mitgliedschaft in der Kommunistischen Partei Deutschlands (KPD) Ortsgruppe Oelze. Seit 1926 gehörte er zur Thüringer KPD-Bezirksleitung. Bei den Wahlen zum Thüringer Landtag wurde er von seiner Partei als Kandidat aufgestellt und gehörte nach der Wahl 1929 zu den zehn Mitgliedern der KPD-Landtagsfraktion. Mit Hermann Hoffmann gehörte er zu den Mitgliedern der KPD-Ortsgruppe Großbreitenbach.
Nach der „Machtergreifung“ wurde Voigt gleich den anderen zehn KPD-Abgeordneten einen Tag nach dem Reichstagsbrand verhaftet und in das Polizeigefängnis Erfurt wahrscheinlich auf dem Petersberg eingeliefert. In einem Brief aus Erfurt an das Landtagsbüro verlangte er die Auszahlung seiner Abgeordnetendiäten an seine Ehefrau in Großbreitenbach. Anfang November wurde er in das neu errichtete KZ Bad Sulza überstellt, wo er die Häftlingsnummer 22 bekam. Nach seiner Entlassung aus dem Konzentrationslager emigrierte er in die Tschechoslowakei. Bei der Ausführung einer antifaschistischen Aktion in Deutschland wurde er am 5. März 1935 verhaftet und vor ein Gericht gestellt, das ihn zu einer Haftstrafe von fünf Jahren Zuchthaus verurteilte. Nach seiner Entlassung aus der Haft im März 1941 arbeitete er wieder als Glasmacher. 1944 wurde Arno Voigt zur Zwangsarbeit bei der Organisation Todt (OT) verpflichtet. Hierbei geriet er in US-amerikanische Kriegsgefangenschaft.
Nach der Befreiung vom Nationalsozialismus ging er nach Thüringen zurück. Er schloss sich der Sozialistischen Einheitspartei Deutschlands (SED) an. Seit 1948/1949 übte er die Funktion eines Treuhänders in der Vereinigung Volkseigener Betriebe (VVB) für die Glasindustrie aus. 1956 wurde er Sekretär des Kreisausschusses Ilmenau der Nationalen Front. Seine letzte berufliche Tätigkeit war die Funktion des Kaderleiters beim Rat des Kreises Ilmenau.